# SpaceX CRS-13
SpaceX CRS-13 (SpX-13) – trzynasta bezzałogowa misja zaopatrzeniowa Międzynarodowej Stacji Kosmicznej (ISS) za pomocą statku Dragon Cargo w ramach programu Commercial Resupply Services. 
Było to drugie ponowne użycie kapsuły podczas lotów na stację kosmiczną – podczas tej misji została użyta kapsuła z misji CRS-6 Start, planowany na m.in. 4 grudnia 2017 ostatecznie odbył się 15 grudnia. Rakieta Falcon 9 wzniosła się o 15:36 z platformy 40. Kompleksu Startowego (SLC-40) kosmodromu bazy lotnictwa na Przylądku Canaveral (CCAFS); był to pierwszy lot z tej wyrzutni od eksplozji rakiety Falcon 9 z satelitą Amos 6 podczas feralnego testu 1 września 2016 r. i ciężkiego uszkodzenia tej platformy. Zgodnie z planem też po raz pierwszy podczas misji CRS ponownie użyto pierwszego członu rakiety, ten egzemplarz leciał już z misją SpaceX CRS-11.
Był to 104. lot bezzałogowej kapsuły na Międzynarodową Stację Kosmiczną oraz 106. lot bezzałogowy na MSK.

## Ładunek[5]
W ramach misji CRS-13 wyniesione zostało na orbitę 1560 kg ładunku w hermetycznej sekcji statku Dragon (w tym: 711 kg ekwipunku naukowego, 490 kg zaopatrzenia dla załogi, 189 kg części do utrzymywania stacji oraz 165 kg ekwipunku do spacerów kosmicznych pod postacią wracającego z serwisu skafandra kosmicznego) oraz 645 kg w niehermetycznej sekcji ładunkowej (łącznie 2205 kg). Ładunkami sekcji nieciśnieniowej były urządzenia TSIS (Total and Spectral Solar Irradiance Sensor) i SDS (Space Debris Sensor) oraz próbki materiałowe o kryptonimie MISSE-FF (Materials on ISS Flight Facility). Wczesne doniesienia mówiły o znacznie cięższym planowanym cargo, odpowiednio (2333 kg i 977 kg, łącznie 3310 kg) oraz locie instrumentu ASIM w miejsce SDS.
Kapsuła została wysłana po dwudniowym kursie i dołączyła do stacji 17 grudnia.